# 화살자리
화살자리(라틴어: Sagitta)는 북쪽 하늘의 작은 별자리이다. 동아시아의 별자리에서는 '좌기'에 해당된다.

## 특징
은하수 위에 놓여 있으며, 화살 끝이 동쪽 백조자리 쪽을 향하고 있다.
화살자리는 은하수 안쪽에 누워 있는 별자리로 북쪽부터 시계방향으로 여우자리, 신화속 영웅인 헤라클레스자리, 독수리자리 그리고 돌고래자리가 있다.

## 별과 천체
화살자리의 주요 별들은 다음과 같다.

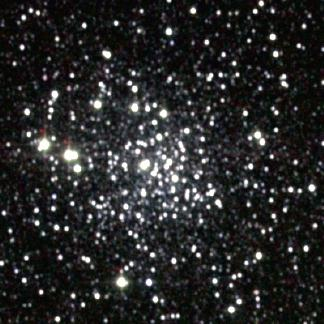
M71 구상 성단

- 화살자리 α (α Sge): '샴(Sham)'이라는 별칭이 있다. 황색의 밝은 거성이며, 스펙트럼형은 G1 II, 밝기는 4.37등급이다. 화살자리 β와 함께 약 610광년 거리에 있으며, 두 별은 화살의 깃털 부분에 해당된다.
- 화살자리 γ: 3.47등급으로, 170광년 거리에 있다.
- 화살자리 δ: 3.82등급으로, 안시쌍성으로 추측된다.
- 화살자리 ε: 5.66등급의 4연성이다.
- 화살자리 η: 5.1등급으로, '히야데스 이동군 (Hyades moving group)'에 속한다.

### 성단
- 메시에 71(M71): 느슨한 구상 성단이며, 한때는 밀집된 산개 성단으로 여겨지기도 했다. 약 13,000광년 거리에 있으며, 프랑스의 천문학자(Philippe Loys de Chéseaux)에 의해 1745년 무렵에 발견되었다.

## 역사

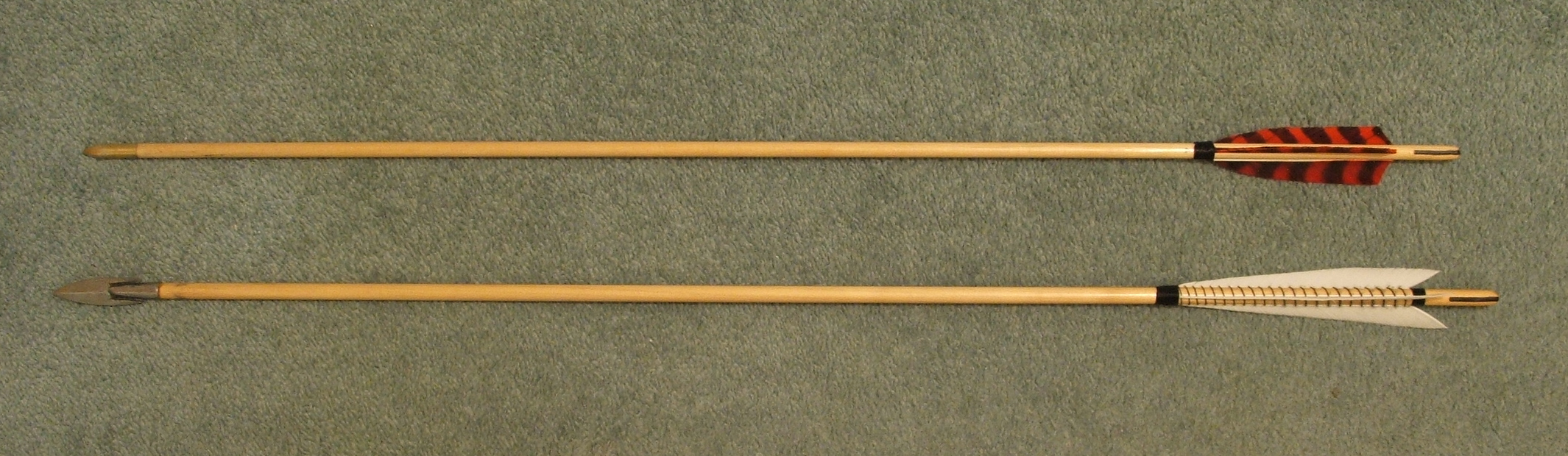
현대와 중세의 화살

화살자리는 프톨레마이오스의 48개 별자리에 포함되었는데, 이 때에는 크기가 더 작았다. 이 별자리는 현대 88개 별자리에 속한다.

## 신화
- 화살자리는 헤라클레스가 독수리를 죽일 때 사용한 화살로 여겨졌다. 이 독수리는 제우스가 프로메테우스를 괴롭히기 위해 보낸 것이었다.
- 에라토스테네스는 화살자리를 아폴론이 사이클롭스를 죽인 화살이라고 주장하였다.
- 화살자리는 큐피드의 화살로 여겨지기도 했다.

## 같이 보기
- 궁수자리